# Байлхарц, Питер
Питер Байлхарц (англ. Peter Beilharz; р. 13 ноября 1953 года, Мельбурн, Австралия) — австралийский социолог, профессор. Сооснователь и редактор социологического журнала Thesis Eleven, издаваемого Sage. Член Академии социальных наук. В 1984 году защитил докторскую диссертацию, которую посвятил троцкизму. Известен своими исследованиями социальных процессов, социализма, а также как биограф (например, выдающегося польского социолога и философа Зигмунта Баумана).

## Биография
Бейлхарц учился в средней школе Кройдона и в колледже Рассена. После он поступил в университет Монаша, где в 1984 году защитил докторскую диссертацию по троцкизму.
В 1980 году вместе с Тревором Хоганом и Питером Мерфи создал социологический, международный журнал — Thesis Eleven. Цель этого журнала-способствовать развитию социальной теории в самом широком смысле. «Мы рассматриваем социальную теорию как междисциплинарную и множественную…» — Написано на официальном сайте журнала. Также журнал является членом Комитета по этике публикаций (COPE).
Много путешествовал по миру. С 1999 по 2000 год возглавлял австралийское направление исследований Гарвардского университета. Будучи приглашённым профессором в нескольких университетах мира, основное место работы имеет в австралийском Перте (ранее в Университете Ла Троба в Мельбурне).

### Трудовая деятельность
Написал или выступил редактором 27 книг (к примеру, Labour’s Utopias (1992), Postmodern Socialism (1994), Transforming Labor (1994), Imagining the Antipodes (1997), Zygmunt Bauman — Dialectic of Modernity (2002) и более 200 других опубликованных работ.